# After Laughter
After Laughter é o quinto álbum de estúdio da banda de rock estadunidense Paramore. Foi lançado em 12 de maio de 2017 por intermédio da Fueled by Ramen sucedendo o Paramore (2013), seu quarto álbum de estúdio autointitulado. O álbum foi produzido pelo guitarrista da banda Taylor York juntamente com o antigo colaborador da banda, Justin Meldal-Johnsen. É o primeiro álbum da banda desde o retorno do baterista Zac Farro, que havia deixado a banda junto com seu irmão Josh em 2010; e o primeiro desde a saída do baixista Jeremy Davis, que abandonou a banda em 2015. After Laughter apresenta um contraste total aos gêneros pop punk e rock alternativo utilizados em seus materiais anteriores. O álbum aborda temas como exaustão, depressão e ansiedade, se divergindo com o som animado e vibrante do disco.
Após seu lançamento, After Laughter recebeu revisões geralmente positivas dos críticos de música, que elogiaram a nova direção sonora da banda e o new wave e synth-pop da década de 1980 presentes no projeto. Uma variedade de publicações incluíram o álbum em suas respectivas listas de fim de ano de melhores álbuns, incluindo a Billboard e a Rolling Stone. Em 2019, a Pitchfork classificou o álbum na posição de número 169 em sua lista de melhores álbuns da década.
Cinco singles foram produzidos a partir do álbum: "Hard Times" lançado em 19 de abril de 2017, foi o primeiro single, e "Told You So" foi lançado como segundo single duas semanas depois. Após o lançamento do álbum, "Fake Happy" foi lançada em 29 de agosto como o terceiro single, seguidos de "Rose-Colored Boy" e  "Caught in the Middle", lançados como quarto e quinto singles em 2 de março e 26 de junho de 2018, respectivamente. After Laughter estreou na sexta posição na tabela Billboard 200 (EUA), fazendo deste o terceiro álbum da banda a estrear dentro do top 10, vendendo 67.000 unidades equivalente ao álbum.

## Antecedentes e gravação
Em 19 de janeiro de 2016, Hayley Williams anunciou através de sua conta no Twitter que a banda estava compondo seu quinto álbum de estúdio, dando sequência ao seu quarto álbum autointitulado Paramore (2013).. Em 8 de junho de 2016, a banda publicou em suas redes sociais um pequeno vídeo deles no estúdio, no mesmo mês em que se iniciou as gravações. Isso foi precedido por uma série de imagens, todas incluindo o ex-baterista Zac Farro e o produtor Justin Meldal-Johnsen, fazendo os fãs e diversos meios de comunicação especularem sobre o retorno de Farro. No dia 17 de junho, Farro apareceu mais uma vez em uma foto publicada nas redes sociais, desta vez atrás de uma bateria, dando a entender que estaria gravando o instrumento para o álbum, embora mais tarde ele tenha esclarecido que estava apenas de fato gravando a bateria para o álbum e que não havia retornado à banda como membro pleno. Apesar disso, em 2 de fevereiro de 2017, a banda anunciou que Farro voltaria como baterista oficial da banda. O álbum foi gravado no histórico RCA Studio B em Nashville, se tornando a primeira vez que o grupo gravou um álbum em sua cidade natal. Foi produzido pelo guitarrista da banda Taylor York e Justin Meldal-Johnsen, que já havia trabalhado como produtor no projeto anterior da banda. A gravação do álbum foi concluída em novembro de 2016.
Numa entrevista para o The New York Times, Williams afirmou: "Eu nem sabia se íamos fazer outro álbum... Teve um momento que eu nem queria que acontecesse. Então foi tipo, eu quero que aconteça, mas não sei como vamos fazer."

## Lançamento e promoção
Ver também: After Laughter Tour
Em 19 de abril de 2017, o primeiro single do álbum, "Hard Times" foi lançado juntamente com seu vídeo musical. No mesmo dia, pré-vendas do álbum foram disponibilizados, revelando assim o título do álbum, a arte da capa, o alinhamento de faixas e a data de lançamento. Uma turnê pela Europa foi mais tarde anunciada no website oficial da banda, tendo seu início na Irlanda em 15 de junho. O festival Riot Fest foi anunciado tendo o Paramore como uma das atrações principais para setembro do mesmo ano. Em 3 de maio, a banda divulgou o segundo single do álbum intitulado "Told You So", juntamente com seu vídeo musical. Em 10 de maio, o álbum vazou pela internet antes de seu lançamento oficial. No dia do lançamento do álbum, a banda anunciou a terceira edição do seu cruzeiro "Parahoy!" que teve acontecimento de 6 à 10 de abril de 2018, saindo de Miami para Nassau, Bahamas. Em 17 de maio, a banda se apresentou no Jimmy Kimmel Live!, e em 25 de maio a banda se apresentou no The Late Late Show with James Corden. Em 29 de agosto de 2017, a banda lançou a faixa "Fake Happy" como o terceiro single do álbum, com seu vídeo musical sendo lançado em 17 de novembro. em 5 de fevereiro de 2018, um vídeo musical dirigido por Warren Fu para a faixa "Rose-Colored Boy" foi lançado, sendo esta o quarto single lançado do álbum. Em 26 de junho de 2018, mais um vídeo musical foi lançado, dessa vez para a canção "Caught in the Middle", o quinto e último single lançado.

## Composição

### Música e letras
After Laughter entra em contraste com o material anterior do Paramore, deixando para trás os gêneros pop punk e emo geralmente usados em seus lançamentos passados. Matt Collar do AllMusic descreveu o álbum com influências do synth-pop e new wave. Paste caracterizou o álbum do gênero pop new wave dos anos 1980. Similarmente, a Billboard descreveu-o como o álbum "new wave do início dos anos 1980", chamando também as faixas presentes no álbum como "abençoadas pelo pop alternativo". Spin também descreveu o gênero do álbum como sendo new wave, dizendo que "É o álbum mais brilhante e animado da banda. O som é nítido, cada camada perceptível, sem os borrões e reverberações que constituem a produção tradicional de rock e, em vez disso, extraídas das separações rítmicas que caracterizam pop e estilo livre dos anos 80." Newsday afirmou que a banda está "se empurrando mais profundamente em seu próprio mundo pop-rock", e que o álbum tem "a energia doce do pop dos anos 80 construída em sintetizadores elegantes e guitarras espetadas de influênca Afrobeat." Pitchfork chamou o álbum de "um pedaço do pop rock dos anos 80", dizendo "York concentra suas inspirações nos estilos do rock e pop dos anos 1980, conjurando sua visão se influenciando em atos como Talking Heads, Paul Simon e the Bangles. The Line of Best Fit notou "a banda abraçou fortemente as paradas do power pop."
O conteúdo lírico do álbum toca predominantemente em temas de exaustão, depressão e ansiedade. NME disse que o álbum é um "pop triunfal", destacando o contraste entre a "tristeza séria" das letras "por de trás da pose". Similarmente, o The Guardian chamou o álbum de "uma gravação vibrante, um contraste com seus temas líricos, que tentam mascarar a miséria, a depressão extrema e a ansiedade do envelhecimento, apenas com um toque consciente." Newsday caracterizou o álbum como "uma coleção de músicas sobre permanecer otimista diante da adversidade ao nosso redor." Billboard disse "Williams canta sobre o ato de chorar em nada menos que cinco canções, e há inúmeros momentos em que ela poderia estar se dirigindo à saída hostil e subsequentes processos legais do ex-baixista Jeremy Davis." Spin disse que o álbum "observa um aspecto diferente do sujeito da sobrevivência: o vazio e a inutilidade, e quantas vezes ele não consegue alterar o universo indiferente que nos circunda." The Line of Best Fit disse "apesar de todos os seus ganchos ensolarados, After Laughter é um álbum profundo com muito a dizer. É facilmente o álbum mais honesto e maduro do Paramore."

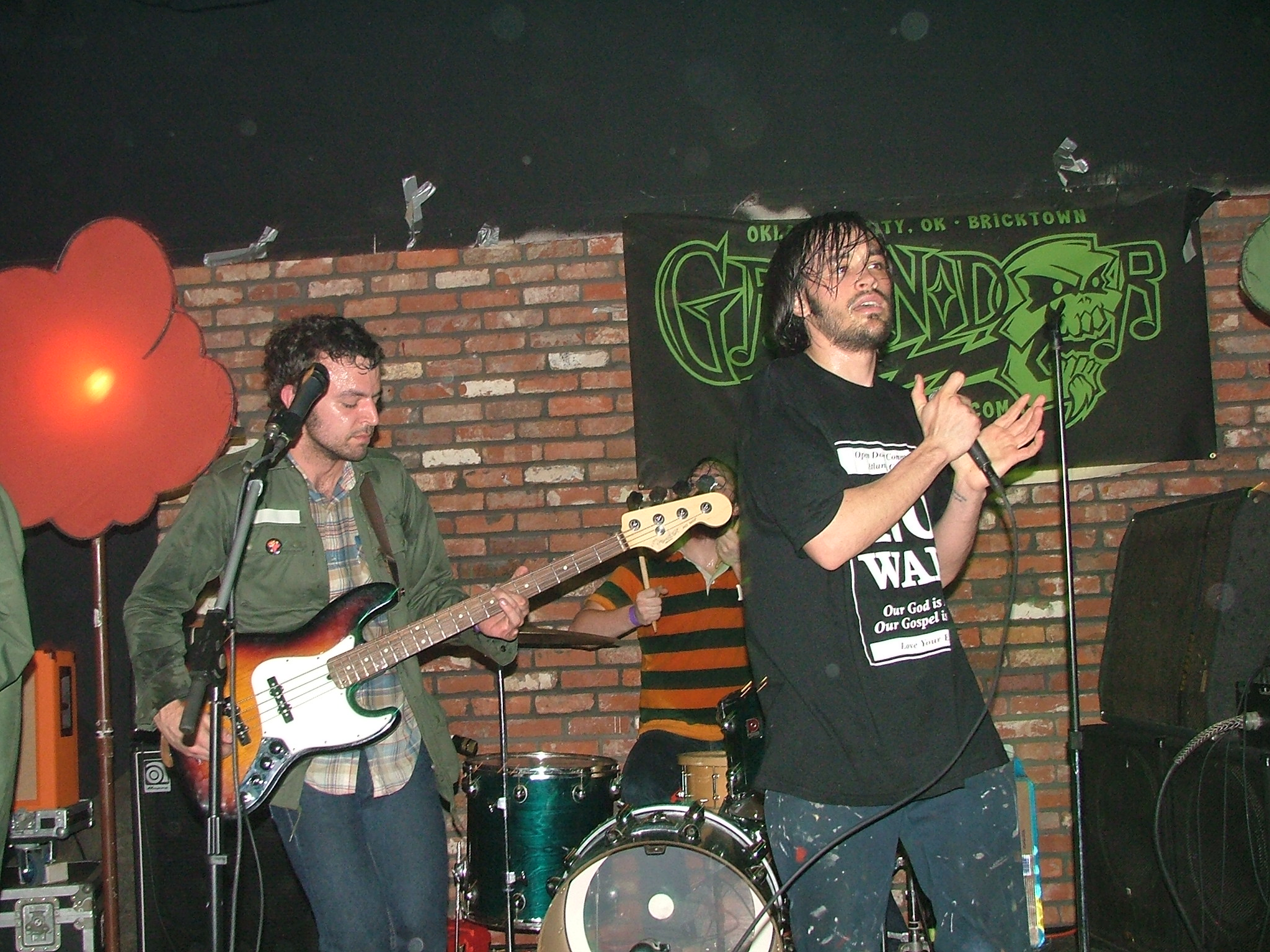
Aaron Weiss do MewithoutYou (direita) participa da faixa "No Friend".

### Canções e conteúdo lírico
After Laughter se dá início com "Hard Times", uma canção new wave com synth-pop pesado e influenciada pelo disco, que fala sobre a sensação de passar por tempos difíceis, e se sentir inútil em alcançar seus objetivos. "Rose-Colored Boy" é uma canção synth-pop, no qual Rolling Stone a comparou com o álbum Cupid & Psyche 85 do grupo de pop Scritti Politti. "Told You So" é uma canção que foi descrita como funk-pop, assim como dos gêneros new wave, indie pop e electropop. "Forgiveness" é uma "poderosa balada sonhadora" que apresenta "leves palmas e balanços de cabeça". Foi comparada com trabalhos de Heart, Fleetwood Mac e Haim. NPR disse que a canção "revive a opinião de Haim sobre o soft-rock da Califórnia." Spin citou a faixa como uma das melhores canções, "um beijo gentil e flutuante da banda." "Fake Happy" se inicia com uma introdução acústica que logo em seguida se transforma em um "hino animado a ambicioso, sobre todos mascarando a sua tristeza." "26" é uma balada carregada de cordas que "suspira com seus vocais exuberantes." Foi comparada com canções antigas do Paramore como "Misguided Ghosts" e "The Only Exception" do seu álbum de 2009 Brand New Eyes. Com as letras "And I've been chasing after dreamers in the clouds, after all wasn't I the one who said to keep your feet on the ground" (tradução: "E eu tenho procurado por sonhadores nas nuvens, afinal, não foi eu quem disse pra você manter os pés no chão?"), a faixa faz referência ao single "Brick by Boring Brick", também presente no Brand New Eyes.
A sétima faixa "Pool", descrita como "aquosa" e "saltitante", é uma canção new wave que "mostra a voz de Williams numa distorção cristalina" e é "cintilante como uma miragem num dia difícil". "Grudges" é uma "doce reflexão da relação afetada de Williams com ambos os irmãos Farro", com Zac Farro armonizando na faixa. Foi comparada pela NME aos trabalhos de The Bangles, e o AllMusic a comparou com "Friday I'm in Love" do The Cure. "Caught in the Middle" é uma canção de influência ska sobre persistência e definição de metas. De acordo com a NME, é um dos acenos do álbum para o seu passado no gênero punk. Também compararam a faixa com os primeiros anos musicais de No Doubt. "Idle Worship" é um comentário sobre a fama, com a voz de Williams fornecendo ainda mais um contraste com as lletras intensas. York revelou que ele escutou barulho do vento em cima de um edifício no Reino Unido, em seguida, tocou a amostra em um teclado na canção. O "humor" e a "saqueada" da décima primeira faixa "No Friend" foi descrita como post-hardcore. É a primeira canção do Paramore em que não apresenta Williams nos vocais, em seu lugar, Aaron Weiss do MewithoutYou é quem canta, entregando um monólogo de palavras faladas por cima dos instrumentos de York e Farro numa versão mais obscura do riff de "Idle Worship". A letra adiciona detalhes métricos aos sentimentos de "Idle Worship", uma canção sobre expectativas interpessoais, e a grande distância entre a autoconcepção e a ideia de si mesmo que existe na mente dos outros. Muitas de suas letras também fazem referências a canções passadas do Paramore. Várias publicações se referiam a faixa como "a canção mais estranha que já chegou a um álbum do Paramore." O álbum se encerra com "Tell Me How", uma balada tocada no piano que apresenta "uma pulsada vagamente tropical e palavras cautelosamente confessionais" que permite que a voz de Williams se enrole ao redor e em expressões de ansiedade que soam impossíveis não se emocionar. Foi caracterizada pela NPR como "uma exploração suave de R&B disfarçada de balada de piano, que a comparou com Drake e The Weeknd.

## Título e arte
Em relação ao título do álbum, Williams disse ao iHeartRadio que "After Laughter é sobre o olhar no rosto das pessoas quando elas terminam de rir. Se você assistir alguém tempo suficiente, há sempre um olhar diferente que se depara com o seu quando se termina de sorrir, e eu sempre acho realmente fascinante imaginar o que é que os traz de volta à realidade. Então, é isso que After Laughter é."

A arte da capa de After Laughter, que apresenta a ilusão de ótica de um tridente impossível, foi projetado pelo designer Scott Cleary em L.A. Reflete o novo som e direção da banda. Cleary declarou:
| “ | A banda veio até mim quando eles estavam gravando o álbum em Los Angeles. Somos amigos há algum tempo, então passamos muito tempo juntos enquanto eles estavam na cidade de Nashville. Eles me perguntaram se eu estaria interessado em fazer a arte do álbum e a remarca da banda, e eu claramente aproveitei a chance. Eles tinham algumas ideias em torno das vibrações dos anos 80 do álbum, e algumas referências visuais que eles estavam interessados. Eu fiz o habitual "ouvir o disco, escrever/desenhar um monte de coisas" e surgiu com a ideia de uma paisagem onde cores, formas e texturas representariam sons e momentos no disco. Eles ficaram satisfeitos no meu primeiro conceito, o que é muito raro, mas só mostra que estávamos todos na mesma vibe no momento. A banda foi ótima de se trabalhar — foi algo mais como amigos, já que eu não precisava passar por um monte de gente para ter opiniões rápidas. Criei um layout gerado por computador de toda a obra de arte, depois recriei cada elemento na vida real (muita criação), fotografei-o, depois trouxe-o fisicamente. De maneira sonora, o álbum é muito "real" e eu queria que os detalhes das imagens tivessem esse toque final também. | ” |

De acordo com Cleary, sua arte da capa foi "seu primeiro pedaço de material visual que acompanhou o novo álbum e a banda queria um lançamento super coeso", portanto, o vídeo musical para o primeiro single "Hard Times" foi "bastante influenciado pela arte."

## Análise da crítica
| Críticas profissionais | Críticas profissionais |
| Pontuações agregadas   | Pontuações agregadas   |
| Fonte                  | Avaliação              |
| ---------------------- | ---------------------- |
| Metacritic             | 82/100                 |
| Avaliações da crítica  |                        |
| Fonte                  | Avaliação              |
| AllMusic               | [ 36 ]                 |
| Consequence of Sound   | B                      |
| Drowned in Sound       | 8/10                   |
| The Guardian           | [ 44 ]                 |
| Newsday                | A−                     |
| NME                    | [ 43 ]                 |
| The Observer           | [ 61 ]                 |
| Pitchfork              | 7.5/10                 |
| Rolling Stone          | [ 62 ]                 |
| USA Today              | [ 63 ]                 |

After Laughter recebeu aclamação da crítica. No Metacritic, que atribui uma classificação normalizada de 100 a críticas de publicações populares, o álbum recebeu uma média ponderada de 82, com base em 15 análises, o que indica "aclamação universal". O agregador AnyDecentMusic? deu nota 7.9 de 10, com base em uma avaliação do consenso crítico.
Matt Collar do AllMusic comentou que "muito crédito do álbum vai para York, que co-escreveu todas as canções e cuja guitarra e teclado que ele toca compõem grande parte do caráter aural distinto do álbum. Mas, claro, Williams ainda bate no centro de tudo, sua voz fornecendo o núcleo exuberante do álbum. Faixas como o carro-chefedo gênero disco 'Hard Times' e fortemente atenuado 'Told You So' viram parasitas no nosso ouvido com instrumentos como marimba e sintetizadores contemporâneos maduros. Em outro lugar, Williams claramente se influência em "Friday I'm in Love" do the Cure na faixa 'Grudges', e na artista Annie Lennox em 'Forgiveness'. Jon Caramanica do The New York Times notou que o Paramore está trabalhando "novamente em uma só mente, mas não a mesma mente do Paramore de antigamente, Williams e seus colegas de banda, Zac Farro e Taylor York se se vestem com o pop-rock dos anos 1980: percussão digital, sintetizadores e principalmente pelo modo de cantar da senhorita Williams." Numa análise positiva, o The Guardian disse que o álbum é "um doce disfarçado de amargo em sua melhor maneira, eles estão afastados do público da Kerrang!, mas uma coisa permanece consistente com as raízes emo do Paramore – a iifluência teatral da angústia interna." O Newsday elogiou o álbum, afirmando que "quanto mais perto de acabarem com a banda, melhor eles ficam em encontrar razões para ficarem juntos", acrescentando que o álbum "está repleto de potenciais hits que só o Paramore poderia entregar. E essa é a razão perfeita para o grupo continuar."
Iiana Kaplan da Paste disse que o After Laughter é "um disco com um gancho inegável que se afasta de suas raízes grunge-rock e mostra a banda em um lugar onde eles encontraram a diversão em seu ofício mais uma vez." Kaplan também afirmou que o amor de Williams pelas pessoas ainda é nítido, observando que ""Uma vez imerso num álbum pop-heavy que é o After Laughter, fica claro que a perspectiva menos angustiante do Paramore é algo apenas de nível superficial. Se você olhar por baixo, mostra Williams lutando consigo mesma para fazer as pazes ('Forgiveness', 'Caught in the Middle') e se exaltando em frente ao público ('Fake Happy')." NME escreveu: "Catarse nunca é geralmente tão alegre, mas às vezes sorrir através da dor funciona melhor do que chorar." Sputnikmusic disse que o "After Laughter é o primeiro álbum do Paramore pós-2010 a realmente quebrar o padrão", mencionando "No Friend" e "26" como os destaques de sua discografia. O escrito Ryan Dombal da Pitchfork que esse é o álbum mais "efervescente" da banda, adicionando que são "as reflexões existenciais mais desanimadas de Williams até o momento se destacam." The Observer e The Line of Best Fit, ambos disseram que o registro é um dos melhores álbuns pop lançado no ano.

### Condecorações
| Publicação           | Lista                          | Pos. | Ref.   |
| -------------------- | ------------------------------ | ---- | ------ |
| AllMusic             | Melhores Álbuns de 2017        | —    | [ 67 ] |
| Billboard            | 50 Melhores Álbuns de 2017     | 15   | [ 68 ] |
| Consequence of Sound | Top 50 Álbuns de 2017          | 45   | [ 69 ] |
| Drowned in Sound     | Álbuns Favoritos de 2017       | 13   | [ 70 ] |
| NME                  | Álbuns do Ano 2017             | 20   | [ 71 ] |
| Noisey               | Os 100 Melhores Álbuns de 2017 | 33   | [ 72 ] |
| NPR                  | Os 50 Melhores Álbuns de 2017  | 50   | [ 73 ] |
| PopMatters           | Os 60 Melhores Álbuns de 2017  | 52   | [ 74 ] |
| Rolling Stone        | 50 Melhores Álbuns de 2017     | 25   | [ 75 ] |
| The Skinny           | Top 50 Álbuns de 2017          | 14   | [ 76 ] |
| Stereogum            | Os 50 Melhores Álbuns de 2017  | 37   | [ 77 ] |
| Time Out New York    | Os 50 Melhores Álbuns de 2017  | 8    | [ 78 ] |

## Desempenho comercial
After Laughter estreou na sexta posição da tabela dos Estados Unidos Billboard 200, se tornando o terceiro top 10 da banda no páis, vendendo 67.000 unidades equivalente ao álbum, sendo 53.000 em vendas físicas. O álbum também estreou dentro das dez primeiras posições em diversos outros territórios, incluindo Austrália, Áustria, Canadá, Irlanda, Nova Zelândia, Escócia e o Reino Unido.

## Alinhamento de faixas
Todas as faixas escritas por Hayley Williams e Taylor York.
| N.º            | Título                 | Duração |  |
| 1.             | "Hard Times"           | 3:02    |  |
| 2.             | "Rose-Colored Boy"     | 3:32    |  |
| 3.             | "Told You So"          | 3:08    |  |
| 4.             | "Forgiveness"          | 3:40    |  |
| 5.             | "Fake Happy"           | 3:55    |  |
| 6.             | "26"                   | 3:40    |  |
| 7.             | "Pool"                 | 3:52    |  |
| 8.             | "Grudges"              | 3:06    |  |
| 9.             | "Caught in the Middle" | 3:34    |  |
| 10.            | "Idle Worship"         | 3:18    |  |
| 11.            | "No Friend"            | 3:24    |  |
| 12.            | "Tell Me How"          | 4:20    |  |
| Duração total: | Duração total:         | 42:31   |  |

## Créditos
Créditos adaptados do AllMusic.
Paramore
- Hayley Williams – vocais principais, vocais de apoio, teclado, percussão, composição
- Taylor York – guitarra, teclado, percussão, marimba, produção, engenharia, mixagem, programação, composição, vocais de apoio
- Zac Farro – bateria, teclado, percussão, sinos, composição, vocais em "Grudges", vocais de apoio

Créditos adicionais
- Justin Meldal-Johnsen – baixo, teclados, produção, engenharia, prrogramação
- Aaron Weiss – vocais, composição (convidado especial na faixa 11)
- Zelly Boo Meldal-Johnsen – vocais de apoio (faixa 2)
- David Davidson – violino (faixa 6)
- Benjamin Kaufman – violino (faixa 6)
- Betsy Lamb – viola (faixa 6)
- Claire Indie – violoncelo (faixa 6)
- Daniel James – arranjo de cordas (faixa 6)
- Carlos de la Garza – engenharia, mixagem
- Mike Schuppan – engenharia, mixagem
- Kevin Boettger – assistente de engenharia
- Dave Cooley – masterização
- Ken Tisuthiwongse – arte gráfica
- Scott Cleary – direção de arte, design
- Anne Declemente – A&R
- Steve Robertson – A&R
- Brian Ranney – encarte
- Lindsey Byrnes – foto da banda

## Desempenho nas tabelas musicais
| Tabela musical (2017)                  | Melhor posição |
| -------------------------------------- | -------------- |
| Alemanha (Offizielle Top 100           | 18             |
| Austrália (ARIA)                       | 3              |
| Áustria (Ö3 Austria)                   | 10             |
| Bélgica (Ultratop de Flandres)         | 24             |
| Bélgica (Ultratop de Valônia)          | 65             |
| Canadá (Billboard)                     | 9              |
| Chéquia (ČNS IFPI)                     | 57             |
| Escócia (OCC)                          | 4              |
| Espanha (PROMUSICAE)                   | 15             |
| Estados Unidos (Billboard 200)         | 6              |
| EUA (Billboard Top Rock Albums)        | 1              |
| EUA (Billboard Top Alternative Albums) | 1              |
| EUA (Billboard Digital Albums)         | 4              |
| EUA (Billboard Vinyl Albums)           | 5              |
| Finlândia (Suomen virallinen lista)    | 14             |
| França (SNEP)                          | 75             |
| Hungria (MAHASZ)                       | 36             |
| Irlanda (IRMA)                         | 4              |
| Itália (FIMI)                          | 14             |
| México (AMPROFON)                      | 10             |
| Noruega (VG-lista)                     | 24             |
| Nova Zelândia (RMNZ)                   | 7              |
| Países Baixos (Album Top 100)          | 17             |
| Portugal (AFP)                         | 18             |
| Reino Unido (OCC)                      | 4              |
| Suécia (Sverigetopplistan)             | 19             |
| Suíça (Schweizer Hitparade)            | 29             |

## Vendas e certificações
| Região                                                       | Certificação | Unidades/vendas |
| ------------------------------------------------------------ | ------------ | --------------- |
| Estados Unidos (RIAA)                                        | Ouro         | 500.000‡        |
| Reino Unido (BPI)                                            | Ouro         | 100.000‡        |
| ‡vendas+valores de streaming baseados apenas na certificação |              |                 |